# 科尔布伦 (科罗拉多州)
科尔布伦（英語：Collbran），是美国科罗拉多州梅萨县下属的一座城市。建市于1908年7月22日，面积大约为0.608平方英里（1.574平方公里）。根据2010年美国人口普查，该市有人口708人。2011年估计该市有人口709人，相比2010年人口增长率为0.14%。同时，论人口该市是科罗拉多州第170大城市。